# Guillermo Rodríguez (calciatore)
Guillermo Daniel Rodríguez Pérez (Montevideo, 21 marzo 1984) è un ex calciatore uruguaiano, di ruolo difensore.

## Biografia
È soprannominato El Pelado (in lingua italiana Il Pelato).

## Caratteristiche tecniche
Possente difensore centrale, è dotato di grande fisicità ed è abile nei colpi di testa. Raramente è stato impiegato anche nel ruolo di terzino sinistro e portiere.

## Carriera

### Club

#### Inizi
Inizia la sua carriera nelle giovanili del Danubio e nel 2002 è promosso in prima squadra. Rimane in Uruguay fino al 2004, collezionando in due stagioni 40 presenze e due reti.

#### Prestiti ad Atlas e Lens
Nel 2004 viene ceduto in prestito al club messicano dell'Atlas, con cui disputa una notevole stagione, conclusa con 29 partite e 4 gol. L'Atlas fa esplicita richiesta per riavere il giocatore anche per l'anno seguente, ma le difficili condizioni economiche del club ne determinano il ritorno al Danubio
La stagione successiva accetta il trasferimento, sempre a titolo temporaneo, al Lens. Debutta in Ligue 1 il 18 febbraio 2006 nella sconfitta esterna per 4-1 contro il Rennes e scende ancora in campo il 18 marzo contro il Tolosa, ma il giocatore viene presto relegato ai margini della squadra, non trovando più spazio. La breve esperienza in Francia si conclude con soli due match disputati.

#### Independiente
Nel luglio 2006 passa in prestito all'Independiente, nella Primera División argentina. Debutta con Los Diablos Rojos il 6 agosto 2006 nella vittoria esterna per 4-1 contro il Colón (SF) e realizza la sua prima rete con la maglia roja il 20 maggio seguente nel derby contro il Racing Club. Colleziona in tutto 30 presenze e una rete.
Il club di Avellaneda ne riscatta l'intero cartellino e lo conferma titolare della squadra. Gioca tutte e 36 le partite del Campionato Apertura e Clausura, segnando anche due reti contro Newell's Old Boys e San Lorenzo.
Il 14 settembre 2008 si è reso protagonista di un episodio di violenza in occasione del match contro il Boca Juniors: in seguito ad una veemente protesta,  ha afferrato per il collo il guardialinee Diego Romero, ed è stato immediatamente espulso. Rodriguez, in seguito, si è scusato per il suo comportamento, affermando di essersi innervosito dopo l'espulsione del capitano Daniel Montenegro, ed è stato squalificato per 5 giornate.

#### Peñarol

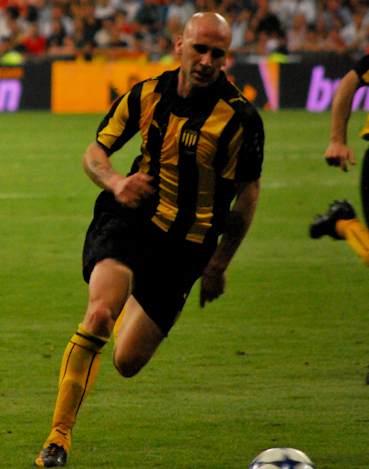
Guillermo Rodríguez con la maglia del Peñarol (2010)

Dopo essere stato insistentemente cercato da una squadra turca, nell'agosto 2009 torna in Uruguay, ingaggiato dal Peñarol. Esordisce con la maglia Aurinegros il 30 agosto 2009 nel pareggio per 1-1 contro il Cerro, e totalizza a fine anno 26 presenze, tra Apertura e Clausura. Confermato anche per la Stagione seguente, segna la sua prima rete in maglia giallonera il 29 agosto 2010 contro il Santiago Wanderers e si ripete il 5 marzo 2011 segnando il gol decisivo contro il Bella Vista. Disputa in tutto 20 partite di campionato, più quattro di Copa Sudamericana, nella quale il club viene sconfitto agli ottavi dal Goiás.

#### Cesena
Il 10 agosto 2011 viene ufficialmente ingaggiato dal Cesena, con un contratto fino al 2014. Il 24 settembre 2011 esordisce in maglia bianconera nella partita contro il Milan, persa per 1-0. Il 4 dicembre 2011, in Juventus-Cesena (2-0) valida per la quattordicesima giornata del campionato, prende il posto da portiere di Francesco Antonioli, che era stato espulso (e i tre cambi erano già stati utilizzati). Subisce così il 2-0 finale, segnato dal dischetto da Arturo Vidal. Termina la sua prima stagione in Serie A con 28 presenze, ma non può impedire al retrocessione del club, che ritorna in Serie B dopo due anni.

#### Torino
Il 4 agosto 2012 viene acquistato a titolo temporaneo dal Torino, con cui sottoscrive un contratto di un anno con opzione per altri due.
Esordisce in maglia granata il 21 ottobre 2012 a Palermo disputando un'ottima partita; la gara termina 0-0.
Il 26 giugno 2013 viene ufficializzato il suo riscatto a titolo definitivo dal Peñarol, con un contratto biennale.

#### Hellas Verona
Il 29 luglio 2014 passa a titolo definitivo al Verona. Al termine della stagione la squadra scaligera non esercita l'opzione per il rinnovo del contratto.

#### Ritorno al Peñarol
Il 24 settembre 2015 viene ufficializzato il suo ritorno al Peñarol. Nel 2016 rimane svincolato.

#### Chiapas, Cerro e Universitario
Il 4 gennaio 2017 il Chiapas, squadra messicana, ha ufficializzato il suo ingaggio a parametro zero. Dopo sei mesi rimane svincolato.
Nel 2018 viene ingaggiato dal Cerro, squadra argentina. Il 9 gennaio 2019 viene ufficializzato il suo trasferimento in Perù, all'Universitario.

#### Ritorno in Uruguay
Il 24 febbraio 2020, arriva da svincolato all'Institución Atlética Sud América. Durante la sua prima stagione, scenderà in campo per 20 volte, per poi lasciare il club a fine stagione, ritirandosi dal calcio giocato il 18 ottobre 2021.
Il 12 febbraio 2022, Rodríguez deciderà di riprendere gli scarpini dal chiodo, per potersi riunire nello stesso club. Nel trascorrere della stagione però, non scenderà mai in campo, venendo messo totalmente ai margini del progetto.
Il 1º gennaio 2023, il suo contratto scadrà, e Rodríguez rimarrà svincolato.

### Nazionale
Nel 2003 viene convocato dal commissario tecnico Jorge da Silva nella Selezione uruguagia Under-20 per il Campionato sudamericano Under-20, svoltosi proprio in Uruguay. Esordisce nella competizione il 5 gennaio 2003 contro i pari età ecuadoriani, e realizza il gol del decisivo 2-1 all'88º minuto. Il 7 gennaio è ancora titolare al centro della difesa contro il Perù e segna il primo gol dell'incontro, finito vittoriosamente per 4-1. Prima della partita contro il Brasile, tuttavia, riporta un grave infortunio, che lo costringe a terminare anzitempo il torneo.
Ad appena vent'anni compiuti l'allenatore Jorge Fossati lo convoca ufficialmente nella Nazionale maggiore per la Copa América 2004 in Perù. Debutta così con la Celeste il 13 luglio 2004, nella sconfitta per 4-2 contro l'Argentina, subentrando a Fabián Estoyanoff. Scende in campo anche nei quarti di finale, contro il Paraguay e nella finale per il terzo posto contro la Colombia, vinta dall'Uruguay per 2-1.
Dopo aver disputato numerose partite di Qualificazione al mondiale 2006, gioca anche le due partite di spareggio playoff contro la Nazionale Australiana, che determineranno l'esclusione della formazione uruguaiana dal torneo. Ad oggi, sono in tutto 12 le presenze in nazionale maggiore.

## Statistiche

### Presenze e reti nei club
Statistiche aggiornate al 10 maggio 2015.
| Stagione             | Squadra              | Campionato           | Campionato | Campionato | Coppe nazionali | Coppe nazionali | Coppe nazionali | Coppe continentali | Coppe continentali | Coppe continentali | Altre coppe | Altre coppe | Altre coppe | Totale | Totale |
| Stagione             | Squadra              | Comp                 | Pres       | Reti       | Comp            | Pres            | Reti            | Comp               | Pres               | Reti               | Comp        | Pres        | Reti        | Pres   | Reti   |
| -------------------- | -------------------- | -------------------- | ---------- | ---------- | --------------- | --------------- | --------------- | ------------------ | ------------------ | ------------------ | ----------- | ----------- | ----------- | ------ | ------ |
| 2002                 | Danubio              | PD                   | 5          | 0          | -               | -               | -               | CL                 | 0                  | 0                  | -           | -           | -           | 5      | 0      |
| 2003                 | Danubio              | PD                   | 18         | 1          | -               | -               | -               | CL                 | 0                  | 0                  | -           | -           | -           | 18     | 1      |
| 2004                 | Danubio              | PD                   | 17         | 1          | -               | -               | -               | CL                 | 0                  | 0                  | -           | -           | -           | 17     | 1      |
| Totale Danubio       | Totale Danubio       | Totale Danubio       | 40         | 2          |                 |                 |                 |                    | 0                  | 0                  |             |             |             | 40     | 2      |
| 2004-2005            | Atlas                | PD                   | 15         | 2          | -               | -               | -               | CL                 | 0                  | 0                  | -           | -           | -           | 15     | 2      |
| 2005-2006            | Atlas                | PD                   | 14         | 2          | -               | -               | -               | CL                 | 0                  | 0                  | -           | -           | -           | 14     | 2      |
| Totale Atlas         | Totale Atlas         | Totale Atlas         | 29         | 4          |                 |                 |                 |                    | 0                  | 0                  |             |             |             | 29     | 4      |
| 2005-2006            | Lens                 | L1                   | 2          | 0          | CF              | 0               | 0               | -                  | -                  | -                  | -           | -           | -           | 2      | 0      |
| 2006-2007            | Independiente        | PD                   | 30         | 1          | -               | -               | -               | CL                 | 0                  | 0                  | -           | -           | -           | 30     | 1      |
| 2007-2008            | Independiente        | PD                   | 36         | 2          | -               | -               | -               | CL                 | 0                  | 0                  | -           | -           | -           | 36     | 2      |
| 2008-2009            | Independiente        | PD                   | 25         | 0          | CS              | 2               | 0               | CL                 | 0                  | 0                  | -           | -           | -           | 27     | 0      |
| Totale Independiente | Totale Independiente | Totale Independiente | 91         | 3          |                 | 2               | 0               |                    | 0                  | 0                  |             |             |             | 93     | 3      |
| 2009-2010            | Peñarol              | PD                   | 26         | 0          | -               | -               | -               | CL                 | 0                  | 0                  | -           | -           | -           | 26     | 0      |
| 2010-2011            | Peñarol              | PD                   | 20         | 2          | CS              | 4               | 0               | CL                 | 10                 | 0                  | -           | -           | -           | 34     | 2      |
| Totale Peñarol       | Totale Peñarol       | Totale Peñarol       | 46         | 2          |                 | 4               | 0               |                    | 10                 | 0                  |             |             |             | 60     | 2      |
| 2011-2012            | Cesena               | A                    | 28         | 0          | CI              | 1               | 0               | -                  | -                  | -                  | -           | -           | -           | 29     | 0      |
| 2012-2013            | Torino               | A                    | 22         | 0          | CI              | 1               | 0               | -                  | -                  | -                  | -           | -           | -           | 23     | 0      |
| 2013-2014            | Torino               | A                    | 6          | 0          | CI              | 1               | 0               | -                  | -                  | -                  | -           | -           | -           | 7      | 0      |
| Totale Torino        | Totale Torino        | Totale Torino        | 28         | 0          |                 | 2               | 0               |                    |                    |                    |             |             |             | 30     | 0      |
| 2014-2015            | Verona               | A                    | 13         | 0          | CI              | 2               | 0               | -                  | -                  | -                  | -           | -           | -           | 15     | 0      |
| Totale carriera      | Totale carriera      | Totale carriera      | 277        | 11         |                 | 11              | 0               |                    | 10                 | 0                  |             |             |             | 298    | 11     |

### Cronologia presenze e reti in Nazionale
| Cronologia completa delle presenze e delle reti in nazionale ― Uruguay | Cronologia completa delle presenze e delle reti in nazionale ― Uruguay | Cronologia completa delle presenze e delle reti in nazionale ― Uruguay | Cronologia completa delle presenze e delle reti in nazionale ― Uruguay | Cronologia completa delle presenze e delle reti in nazionale ― Uruguay | Cronologia completa delle presenze e delle reti in nazionale ― Uruguay | Cronologia completa delle presenze e delle reti in nazionale ― Uruguay | Cronologia completa delle presenze e delle reti in nazionale ― Uruguay |
| Data                                                                   | Città                                                                  | In casa                                                                | Risultato                                                              | Ospiti                                                                 | Competizione                                                           | Reti                                                                   | Note                                                                   |
| ---------------------------------------------------------------------- | ---------------------------------------------------------------------- | ---------------------------------------------------------------------- | ---------------------------------------------------------------------- | ---------------------------------------------------------------------- | ---------------------------------------------------------------------- | ---------------------------------------------------------------------- | ---------------------------------------------------------------------- |
| 13-7-2004                                                              | Piura                                                                  | Argentina                                                              | 4 – 2                                                                  | Uruguay                                                                | Coppa America 2004 - 1º turno                                          | -                                                                      | 43’                                                                    |
| 18-7-2004                                                              | Tacna                                                                  | Paraguay                                                               | 1 – 3                                                                  | Uruguay                                                                | Coppa America 2004 - Quarti di finale                                  | -                                                                      | 75’                                                                    |
| 24-7-2004                                                              | Cuzco                                                                  | Colombia                                                               | 1 – 2                                                                  | Uruguay                                                                | Coppa America 2004 - Finale 3º posto                                   | -                                                                      |                                                                        |
| 12-10-2004                                                             | La Paz                                                                 | Bolivia                                                                | 0 – 0                                                                  | Uruguay                                                                | Qual. Mondiali 2006                                                    | -                                                                      |                                                                        |
| 17-11-2004                                                             | Montevideo                                                             | Uruguay                                                                | 1 – 0                                                                  | Paraguay                                                               | Qual. Mondiali 2006                                                    | -                                                                      |                                                                        |
| 7-6-2005                                                               | Lima                                                                   | Perù                                                                   | 0 – 0                                                                  | Uruguay                                                                | Qual. Mondiali 2006                                                    | -                                                                      |                                                                        |
| 17-8-2005                                                              | Gijón                                                                  | Spagna                                                                 | 2 – 0                                                                  | Uruguay                                                                | Amichevole                                                             | -                                                                      | 78’                                                                    |
| 4-9-2005                                                               | Montevideo                                                             | Uruguay                                                                | 3 – 2                                                                  | Colombia                                                               | Qual. Mondiali 2006                                                    | -                                                                      |                                                                        |
| 8-10-2005                                                              | Quito                                                                  | Ecuador                                                                | 0 – 0                                                                  | Uruguay                                                                | Qual. Mondiali 2006                                                    | -                                                                      |                                                                        |
| 26-10-2005                                                             | Guadalajara                                                            | Messico                                                                | 3 – 1                                                                  | Uruguay                                                                | Amichevole                                                             | -                                                                      |                                                                        |
| 12-11-2005                                                             | Montevideo                                                             | Uruguay                                                                | 1 – 0                                                                  | Australia                                                              | Qual. Mondiali 2006                                                    | -                                                                      | 64’                                                                    |
| 16-11-2005                                                             | Sydney                                                                 | Australia                                                              | 1 – 0 dts (4 – 2 dtr)                                                  | Uruguay                                                                | Qual. Mondiali 2006                                                    | -                                                                      |                                                                        |
| Totale                                                                 |                                                                        | Presenze                                                               | 12                                                                     |                                                                        | Reti                                                                   | 0                                                                      |                                                                        |

## Palmarès
- Primera División Profesional de Uruguay: 2

Danubio: 2004
Peñarol: 2009-2010